# Хазан (юдаїзм)
Хазан (івр. חַזָּן) — у сучасному вжитку, професійний музикант-вокаліст, який веде молитву громади у гебрейській традиції. Зазвичай перекладається західними мовами як «кантор».

## Назви та значення
Буквально хазан — «той, хто спостерігає». За класичним визначенням, «публічний представник» (емісар, шаліах) — шаліах циббур (скорочене як шац), який володіє знанням текстів молитви краще за інших, а також має визнану моральну вагу. Згадка про посаду міститься вже у «Талмуді», у той час як визначення вимог до хазанів надає збірка «Шульхан арух» (XVI ст.).

## Місце у синагогах та функції
Деталі роботи газзанів відрізнюються у сефардській та ашкеназській традиціях юдаїзму, але спільною рисою є виступ супротив центрального місця приміщення, у якому зберігаються сувої (Арон Га-кодеш), за пюпітром на ім'я біма.